# Horla
Horla (fr. Le Horla) – opowiadanie fantastyczne z elementami horroru pióra Guy de Maupassanta. Znane w trzech kolejnych wersjach autorskich powstałych w latach 1886–1887.

## Treść
Utwór ma postać dziennika prowadzonego przez nieznanego z imienia młodego człowieka. Z normalnego i zadowolonego z życia mężczyzny bohater przemienia się w człowieka ogarniętego niebezpieczną obsesją: jest przekonany, że tajemnicza, niewidzialna postać – tytułowy Horla (fr. hors – poza, na zewnątrz; là – tutaj), nawiedza go nocami i odbiera mu energię życiową. Dochodzi do serii dziwnych wydarzeń, które potęgują jego przerażenie: ktoś stale wypija wodę i mleko z karafki, z domu giną drobne przedmioty, w ogrodzie zerwany tajemniczą siłą kwiat zawisa w powietrzu, w pokoju same się przewracają stronice książki… Stopniowo bohater dochodzi do przekonania, iż jego osobowość została całkowicie zdominowana przez ponadnaturalną istotę, która wymusza na nim określone postępowanie. Pasmo swych udręk kojarzy z obecnością brazylijskiego statku przepływającego kiedyś Sekwaną w pobliżu jego siedziby. Wreszcie postanawia zabić Horlę podpalając zamknięty dokładnie dom. Obserwując jednak pożar uzmysławia sobie, że nie mógł w ten sposób zniszczyć istoty niewidzialnej i bezcielesnej, po czym dochodzi do wniosku, iż jedynie poprzez samobójstwo może unicestwić władającego nim ducha.

### Wersje utworu
Pierwszą wersję opowiadania opublikowano w październiku 1886 w paryskim czasopiśmie „Gil Blas Illustré” i miała ona postać listu bohatera opowieści skierowanego do znajomego lekarza. Zmienioną, wtórną wersję autor ogłosił jeszcze w grudniu tegoż roku na łamach czasopisma „La Vie populaire”. Jej akcja toczyła się w domu dla umysłowo chorych, zaś narratorem był pracujący w nim lekarz opiekujący się bohaterem jako ofiarą psychiatrycznego przypadku. Całość kończyła się konkluzją, iż przypadek ten nie dał się zaklasyfikować jako choroba lub jedynie wytwór wyobraźni, zaś narrator w związku z tym wyznawał swą bezradność. Ostatecznie Maupassant zrezygnował z takiego sposobu narracji na rzecz zwiększenia dramatyzmu utworu i lepszego wprowadzenia czytelnika w dramat głównej postaci, publikując trzecią wersję, ogłoszoną w zbiorze nowel wydanych w maju 1887 przez paryskie wydawnictwo Paula Ollendorffa.

## Związek z biografią autora

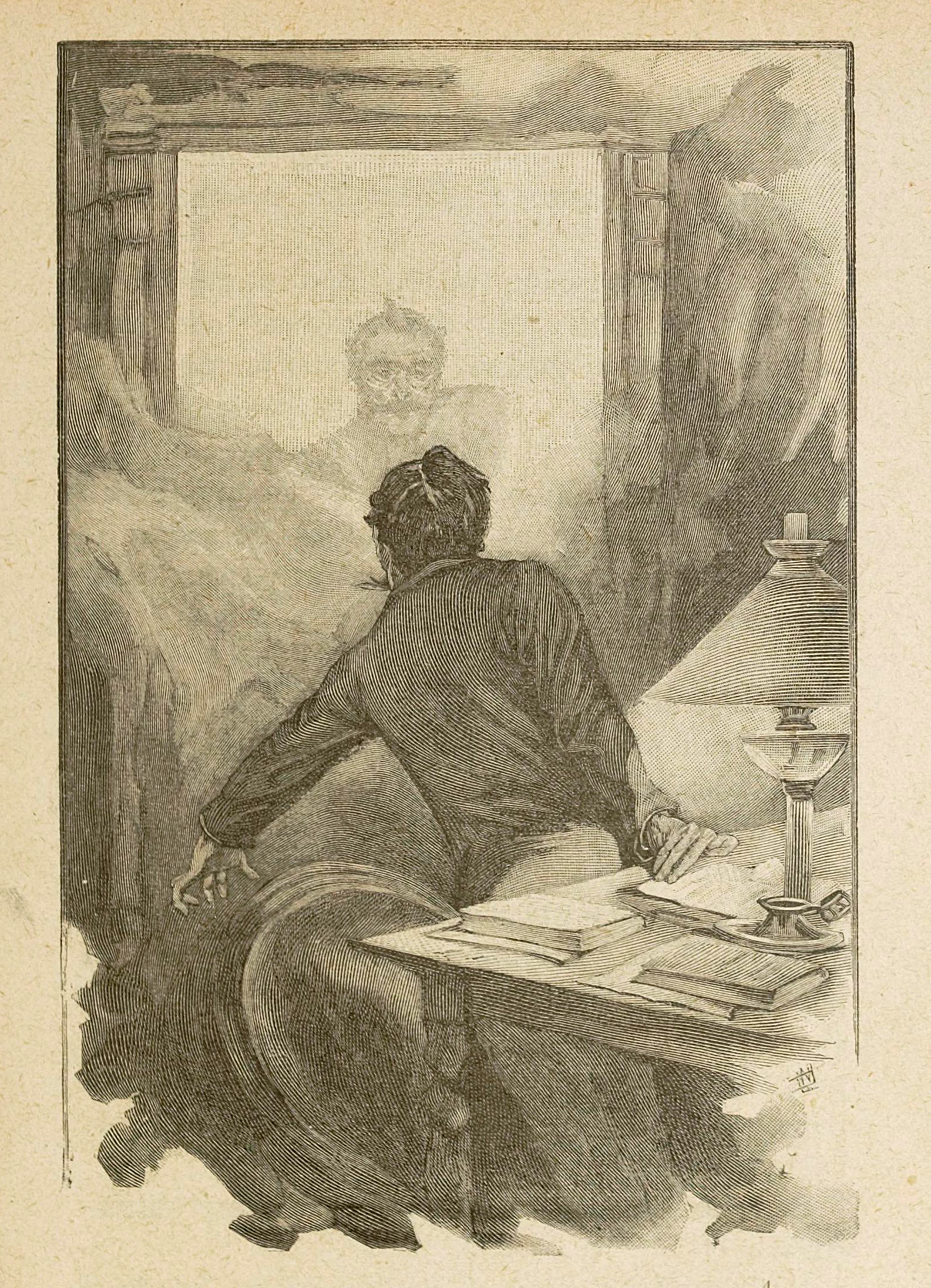
Potem nagle zacząłem dostrzegać się w jakiejś mgle w głębi lustra…

Opowiadanie napisano w formie pamiętnika, ze wskazanymi datami dziennymi kolejnych epizodów, w stylu oddającym narastające przerażenie bohatera swoją sytuacją. Zachowania i doświadczenia bohatera – uczestnictwo w seansie hipnozy, poczucie samotności, wiara w byty niewidzialne – prowadziły wielu badaczy do wniosku, że fabuła opowiadania wynika bezpośrednio z choroby psychicznej samego Maupassanta, który w momencie pracy nad utworem cierpiał już na schizofrenię, zaś umierając kilka lat później, stracił całkowicie kontakt z rzeczywistością. 
Horla to jedyny utwór Maupassanta utrzymanym w konwencji sennego koszmaru i dopuszczającym interwencję istot niematerialnych w życie człowieka. Co do genezy opowiadania istnieją jednak też odmienne opinie. Np. Peter Cogman przedstawił pogląd, jakoby opowieść ta powstała na gruncie wcześniejszego zainteresowania pisarza hipnozą oraz badaniami słynnego psychiatry Charcota nad histerią, a także było wynikiem rozważań Maupassanta o życiu pozaziemskim. Ten sam badacz twierdzi również, że Horla należy do nurtu fantastyki francuskiej związanego z twórczością E.T.A. Hoffmanna, Prospera Mériméego i Charles’a Nodiera, a nie wynika z problemów zdrowotnych Maupassanta.

## Wydania polskie
W języku polskim najwcześniejszym wydaniem jest lwowskie z 1923 roku, w przekładzie Zygmunta Niedźwieckiego (nakładem W. Zukerkandla). Natomiast pierwszą wersję utworu (w kolejności faktycznie drugą) w tłumaczeniu Ireny Wieczorkiewicz opublikowano dopiero w 1961 r. w tomie zatytułowanym Horla i inne opowiadania (wraz z wersją końcową). Edycja dźwiękowa z 2009 r. powstała w sandomierskim wydawnictwie „Armoryka”.

## Adaptacje i wpływ
- Пара гнедых – rosyjski film Jakowa Protazanowa (1915)
- Der Yoghi – niemiecki film Paula Wegenera (1916)
- Le Horla – kanadyjski serial telewizyjny w reżyserii Guya Hoffmanna (1961)
- Diary of a Mad Man – amerykański film w reżyserii Reginalda Le Borga (1962)
- Le Horla – francuski film w reżyserii Jean-Daniela Polleta (1966)
- Le Horla – francuski film w reżyserii Pierre’a Carpentiera (1987)
- Horla – francuski film Daniela Coche (1989)
- Le Horla – francuski film w reż. Borisa Labourgigne i Bastiena Raynaud (2009)
- Le Horla – francuska adaptacja teatralna w reż. Slimane Kacioui (2011)
- Pisarz Howard Phillips Lovecraft wskazywał na ten utwór jako jedną z głównych inspiracji do napisania opowiadania Zew Cthulhu.